# Labienus ptox
Labienus ptox es una especie de coleóptero de la familia Passalidae.

## Distribución geográfica
Habita en Nueva Guinea Aru y las islas Aru.